# 21 липня
21 липня — 202-й день (203-й у високосні роки) року за Григоріанським календарем. До кінця року залишається 163 дні.

## Свята і пам'ятні дні

### Національні
- Бельгія: Національне свято Королівства Бельгії. Річниця інавгурації Короля Леопольда І, засновника Династії (1831)
- Гуам: День свободи.
- Туркменістан: День медика.
- Білорусь: Зажинки.

### Релігійні

#### Християнство
Католицизм
- День Пророка Даніеля.
- День Святої Пракседи.
- День Святого Віктора.
- День Святого Лаврентія Бріндізійського — Учителя Церкви.

Православ'я
- Пророка Єзекиїля.
- Преподобних Симеона, Христа ради юродивого, та Іоана, співпосника його.
- Преподобних Онуфрія Мовчазного й Онисима, затворника, Києво-Печерських, у Ближніх печерах.

Англіканство
- День Святого Альберта Джона Лутулі.

### Іменини
Православ'я: Симеон, Іван

## Події
- 356 до н. е. — в ніч з 20 на 21 липня Герострат спалив Храм Артеміди в Ефесі.
- 365 — землетрусом частково зруйновано одне з семи чудес світу — Александрійський маяк. Остаточно маяк був зруйнований в результаті чергового землетрусу 1375 року.
- 1542 — для боротьби із протестантизмом Папа Римський Павло III заснував Конгрегацію доктрини віри, орган, що контролював діяльність інквізиції.
- 1545 — в акті ревізії Кременецького замку вперше згадуються села Андруга, Білозірка, Великий Кунинець, Великі Бережці, Гнидава, Грибова, Дунаїв, Кобилля, Кокорів, Комарин, Коржківці, Крутнів, Кушлин, Лішня, Людвище, Мала Іловиця, Мала Карначівка, Малі Вікнини, Млинівці, Рибча, Розтоки, Тилявка, Угорськ, Шпиколоси, які нині належать до Кременцького району.
- 1773 — Папа Римський Климент XIV видав буллу про заборону Ордена єзуїтів.
- 1774 — підписано Кючук-Кайнарджійський мирний договір, за яким було встановлено незалежність Кримського ханства.
- 1822 — створення Першої Мексиканської імперії.
- 1831 — коронація Леопольда I, першого короля Бельгії.
- 1940 — новообрані комуністичні парламенти окупованих у червні Червоною армією Латвії, Литви й Естонії проголосили свої країни, відповідно, Латвійською, Литовською й Естонською РСР і звернулися до Верховної Ради СРСР з проханням прийняти їх до складу СРСР.
- 1944 — Йосип Сталін підписав декрет про депортацію з Кавказу турків-месхетинців.
- 1954 — підписано Женевську угоду, що завершила Першу індокитайську війну і визначила долю французьких колоній у цьому регіоні.
- 1969 — американські астронавти Ніл Армстронг і Базз Олдрін в рамках польоту «Apollo 11» виходять на поверхню Місяця.
- 1992 — сторожовий корабель Чорноморського флоту СКР-112 підняв український прапор і вирушив до Одеси, щоб увійти до складу ВМС України.
- 2013 — вступив на престол король Бельгії Філіп I.

## Народились
Дивись також Категорія:Народились 21 липня
- 1620 — Жан Пікар, французький астроном.
- 1694 — Георг Брандт, шведський хімік.
- 1816 — Пол Рейтер (Ізраїль Беєр Йосафат), засновник британського інформаційного агентства Reuters (1850).
- 1858 — Корінт Ловіс, німецький художник, один з найвпливовіших представників німецького імпресіонізму.
- 1882 — Давид Бурлюк, український художник-футурист, поет, теоретик мистецтва, літературний і художній критик, видавець.
- 1898 — Георгій Лангемак, український радянський вчений, один із піонерів ракетної техніки й один з основних авторів реактивного міномета «Катюша». Репресований у 1938 році.
- 1899 — Ернест Хемінгуей, американський письменник.
- 1906 — Олена Теліга, українська поетеса, публіцистка, літературний критик, діячка ОУН.
- 1907 — Олег Ольжич (Олег Кандиба), український поет, археолог і політичний діяч, один з чільних діячів ОУН.
- 1920 — Ісаак Стерн, американський скрипаль.
- 1951 — Робін Вільямс, американський актор, лауреат «Оскара» (1998) («Розумник Вілл Гантінґ»); «Місіс Даутфайр», «Попай», «Куди ведуть мрії», «Джуманджі»).
- 1966 — Наталя Николаїшин, солістка Національної опери України.
- 1971 — Шарлотта Генсбур, франко-британська — акторка та співачка. Дочка Джейн Біркін і Сержа Генсбура, батьки якого емігрували з Харкова.
- 1997 — Фердинанд Звонимир Габсбурґ-Лотаринґен, автогонщик, син голови імператорського Будинку Габсбурґ-Лотаринґен.

## Померли

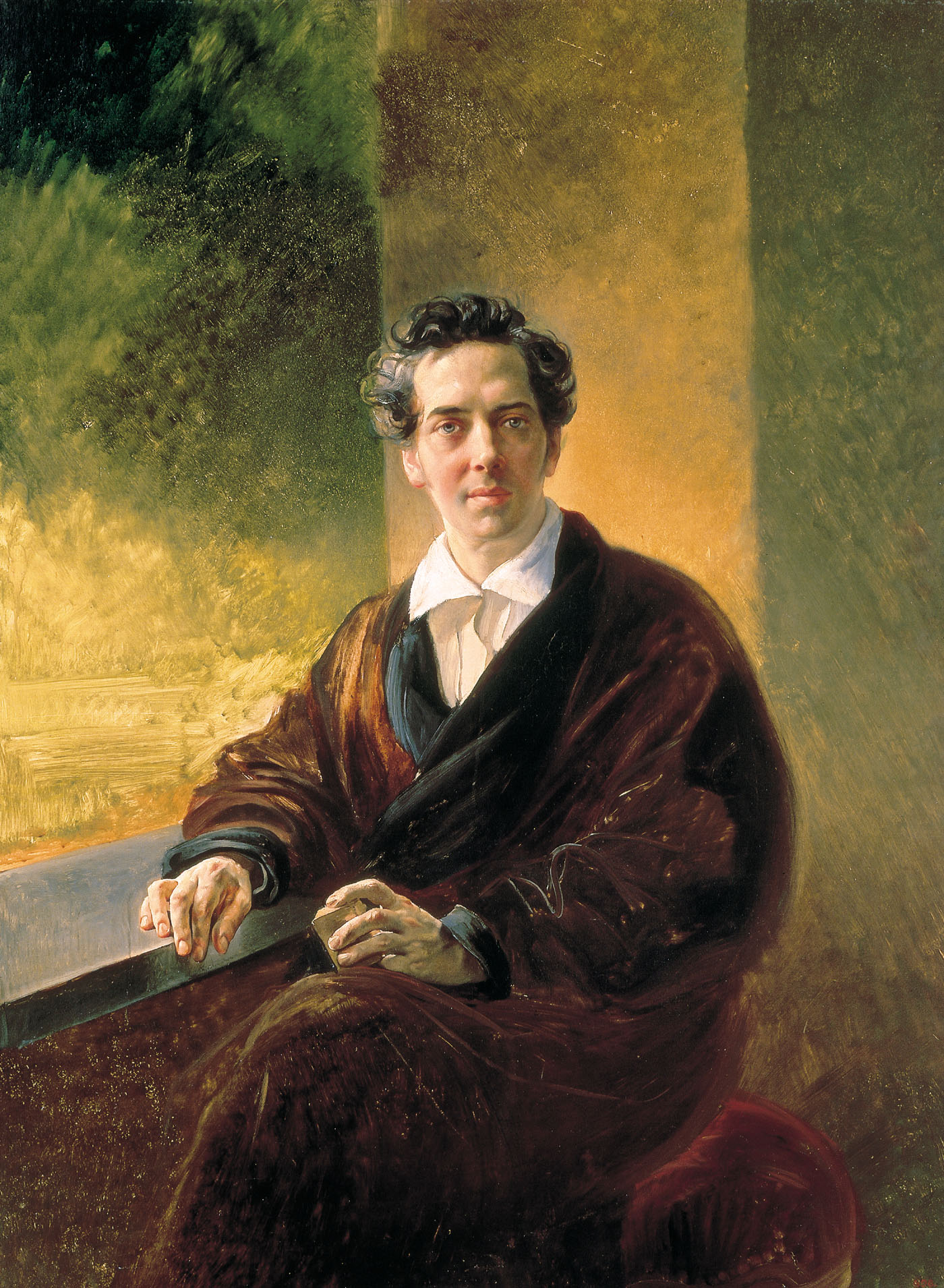
Антоній Погорільський

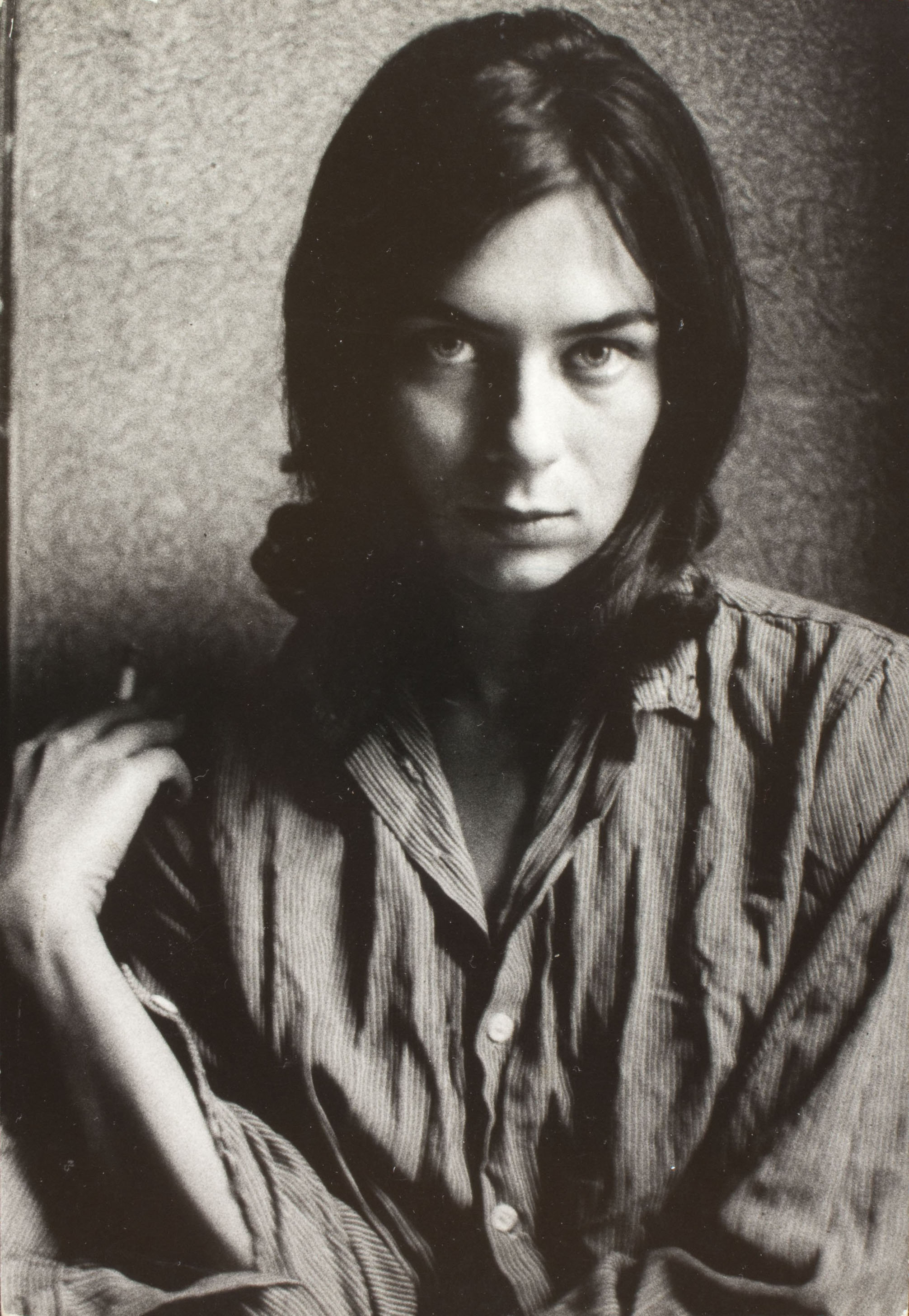
Жульєт Майнієль

Дивись також Категорія:Померли 21 липня
- 1582 — Ода Нобунаґа, японський полководець
- 1715 — Іван Максимович, Архієпископ Чернігівський, Митрополит Тобольський та Сибірський, письменник, автор численних віршованих і прозових творів та перекладів.
- 1796 — Роберт Бернз, шотландський поет напрямку романтизму.
- 1836 — Антоній Погорільський, письменник («Чорна курка, або Підземні жителі»), представник українського антиімперського культурного руху на Стародубщині, попечитель Харківського навчального округу (1825—1830). Онук Кирила Розумовського, син Олексія Розумовського.
- 1907 — Ніколає Григореску, румунський художник.
- 1941 — Богдан Лепкий, український письменник, поет, мистецтвознавець.
- 1948 — Аршиль Горкі, американський художник вірменського походження, один із засновників «абстрактного сюрреалізму».
- 1960 — Массімо Бонтемпеллі, італійський письменник, журналіст і драматург, есеїст, композитор.
- 1967 — Безіл Ретбоун, британський актор.
- 1998 — Алан Шепард, американський астронавт.
- 2004 
  - Джеррі Голдсміт, американський композитор і диригент.
  - Едвард Льюїс, американський генетик, лауреат Нобелівської премії з фізіології або медицини.
- 2006 — Та Мок, камбоджийський політик, один з керівників Червоних кхмерів.
- 2012 — Александер Коберн, ірландсько-американський політичний журналіст.
- 2021 — Луціус Вільдхабер, швейцарський правник, суддя Європейського суду з прав людини.
- 2023 — Жульєт Майнієль, французька кіноакторка нової хвилі («Кузени», «Ярмарок», «Через, через жінку»[fr]).